# Birgitte Ellemann Höegh
Birgitte Ellemann Höegh (født 26. juni 1969), er Cand. mag. fra Københavns Universitet, 1995, dansk journalist, forfatter, litteratur- og filmanmelder.
Birgitte Ellemann Höegh er født og opvokset i Lynge i Nordsjælland.
Hun indledte sin karriere som redaktionssekretær på Eurowoman for siden at blive freelance journalist, og hun har skrevet og anmeldt blandt andet på AOK, Berlingske Tidende, Hus Forbi og Ud & Se.
I 2012 udgav hun, sammen med Jakob Bergmann Moll, bogen I Tusmørket om heroinmarkedet i Odense og i 2015 Bodil Udsen. En Biografi.
I 2014 lavede hun sammen med Nanna Westh radioprogrammet Den Brændende Mand i 25 afsnit på Radio 24Syv om en mand som satte ild til sig selv foran Brøndby Rådhus.